# Вілмот (Вісконсин)
Вілмот (англ. Wilmot) — переписна місцевість (CDP) в США, в окрузі Кеноша штату Вісконсин. Населення — 442 особи (2010).

## Географія
Вілмот розташований за координатами 42°30′31″ пн. ш. 88°11′12″ зх. д. / 42.50861° пн. ш. 88.18667° зх. д. (42.508477, -88.186649).  За даними Бюро перепису населення США в 2010 році переписна місцевість мала площу 3,58 км², уся площа — суходіл.

## Демографія
Згідно з переписом 2010 року, у переписній місцевості мешкали 442 особи в 179 домогосподарствах у складі 130 родин. Густота населення становила 123 особи/км².  Було 197 помешкань (55/км²).
Расовий склад населення:
| - 97,7 % — білих - 2,0 % — корінних американців - 0,2 % — чорних або афроамериканців |

До двох чи більше рас належало 0,0 %. Частка іспаномовних становила 1,8 % від усіх жителів.
За віковим діапазоном населення розподілялося таким чином: 22,2 % — особи молодші 18 років, 65,1 % — особи у віці 18—64 років, 12,7 % — особи у віці 65 років та старші. Медіана віку мешканця становила 44,4 року. На 100 осіб жіночої статі у переписній місцевості припадало 111,5 чоловіків;  на 100 жінок у віці від 18 років та старших — 109,8 чоловіків також старших 18 років.
Цивільне працевлаштоване населення становило 85 осіб. Основні галузі зайнятості: будівництво — 34,1 %, оптова торгівля — 12,9 %, транспорт — 11,8 %.